# Родригиш, Симан
Симан Родригиш ди Азеведу (порт. Simão Rodrigues de Azevedo, 1510, Воузела — 15 июня 1579, Лиссабон) — португальский иезуит, один из основателей Ордена, вместе с Игнатием Лойолой, и первый провинциальный приор (провинциал) Португалии.
Родригиш был одним из шести первых спутников Игнатия Лойолы в Парижском университете, которые принимали обеты бедности и целомудрия в часовне Монмартра 15 августа 1534 года. Группа «Друзья в Господа», в конечном счёте образовали ядро Общества Иисуса, утверждённого в 1540 году (в Regimini militantis Ecclesiae).
Проработав в Италии несколько лет под руководством Игнатия, он был отправлен в Португалию, где его сильная личность сразу же привлекла внимание многих молодых людей, при этом он добился влияния и при королевском дворе. Как провинциал Португальских иезуитов он довел себя до определённого вырождения духовной молитвы, что стало причиной скандалов из-за публичных призывов к покаянию в ночное время, самобичевание на улицах Коимбра. Несколько писем Игнатия, призывающие к послушанию, не были услышаны. Из-за жалоб Родригес был отозван. Волоча ноги, он наконец достиг Рима, где, по собственному желанию, он был осужден (1544). Его трое судей иезуитов признали его виновным в «эксцессах и отсутствии послушания». Все обвинения были отменены Игнатием, но тем не менее Родригишу не разрешили вернуться в Португалию. Он был назначен на другую работу в Италии, а затем и Испании. Родригес был непокорным и в течение нескольких лет пытался свергнуть решение против него, но его призывы к друзьям в высших эшелонах власти не увенчались успехом. В конце концов, он отказался от этих попыток и вернулся к послушанию. Как старику ему было разрешено вернуться на родину, где перед смертью, он написал историю первых лет общества.